# الحرب العالمية الثالثة

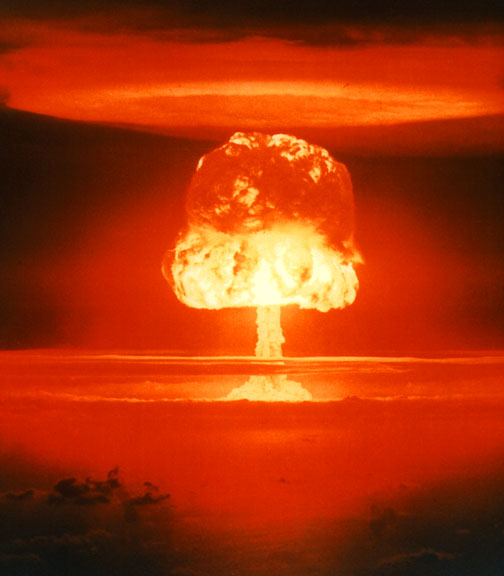
الهولوكوست النووي عادةً مايرتبط بالحرب العالمية الثالثة!

الحرب العالمية الثالثة، والتي غالبًا ما يشارُ لها بالاختصار WWIII أو WW3، هي اسم أطلق على الصراع العسكري العالمي الثالث المفترض بعد الحرب العالمية الأولى والثانية. استخدم المصطلح من عام 1945 على الأقل، إذ يستخدمه البعض في سياق نزاعات محدودة أو طفيفة مثل الحرب الباردة أو الحرب على الإرهاب. من ناحية أخرى، يفترض آخرون أن صراع من هذا النوع سيكون أضخم من الحروب العالمية السابقة من ناحية النطاق والدمار. نظرًا لتطوير واستخدام الأسلحة النووية قرب نهاية الحرب العالمية الثانية وما تلاها من حيازة وتسلح بالقنابل النووية من قبل العديد من البلدان، فغالبًا ما كان الخطر المحتمل للمحرقة النووية التي ستسبب دمارًا عالميًا شاملًا لحضارة الأرض والحياة هو الموضوع المشترك في التكهنات حول الحرب العالمية الثالثة.
أحد دواعي القلق الرئيسية الأخرى أن الحرب البيولوجية من شأنها أن تسبب الكثير من الخسائر. وقد تحدث بشكل متعمد أو بشكل غير متعمد من خلال الإطلاق العرضي لعامل بيولوجي أو طفرة غير متوقعة في عامل بيولوجي أو من خلال تكيف عامل بيولوجي مع الأنواع الأخرى بعد استخدامه. من شأن الأحداث الزمانية المروعة واسعة النطاق من هذا النوع والمُحدثة باستخدام تكنولوجيا متقدمة هادفة للدمار الشامل أن تجعل الأرض غير صالحة للحياة.
اعتُقد قبل بداية الحرب العالمية الثانية (أي في عام 1939) أن الحرب العالمية الأولى (1914-1918) كانت «الحرب لإنهاء [جميع] الحروب»، إذ ساد وانتشر الاعتقاد بأنه من غير المعقول أن يتكرر صراع عالمي بهذا الحجم. خلال فترة ما بين الحربين العالميتين، كان يشار إلى الحرب العالمية الأولى ببساطة باسم «الحرب العظمى». ومع ذلك، فإن اندلاع الحرب العالمية الثانية في عام 1939 دحض الأمل في أن البشرية ربما قد تجاوزت الحاجة لمثل هذه الحروب العالمية واسعة الانتشار.
مع اندلاع الحرب الباردة في عام 1945 وانتشار تكنولوجيا الأسلحة النووية إلى الاتحاد السوفيتي، غدت إمكانية نشوب صراع عالمي ثالث معقولة أكثر. خلال سنوات الحرب الباردة، كان احتمال اندلاع حرب عالمية ثالثة متوقعًا ومخططًا لهُ من قبل السلطات العسكرية والمدنية في العديد من البلدان. تراوحت السيناريوهات من الحرب التقليدية إلى الحرب النووية المحدودة أو الشاملة.
في ذروة الحرب الباردة، طُوّر مذهب «الدمار المتبادل الحتمي» الذي أكد أن المجابهة النووية الشاملة ستؤدي إلى دمار جميع الدول المتورطة في الصراع. ربما ساهم هذا الاحتمال بالدمار الشامل للجنس البشري في اجتناب كلا الطرفين السوفييتي والأمريكي لسيناريو من هذا النوع.

## الخطط العسكرية

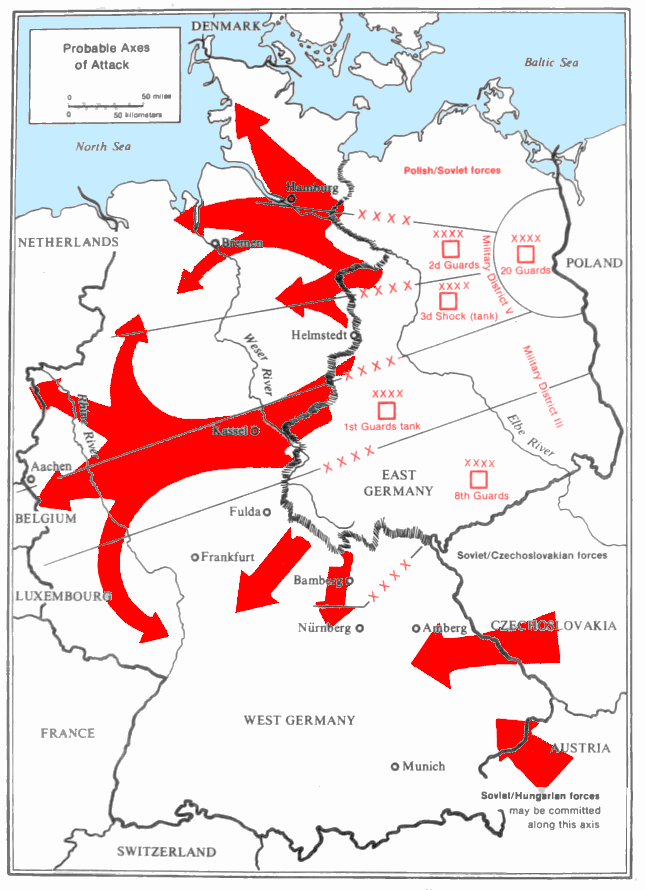
محاور الهجوم المحتملة في أوروبا

حضّر المخططون العسكريون لسيناريوهات الحرب المختلفة، إذ استعدوا للأسوأ منذ الأيام الأولى للحرب الباردة. غدت بعض هذه الخطط قديمة حاليًا ورُفعت السرية عنها بشكل جزئي أو كامل.

### العملية التي لا تخطر على بال
كان رئيس وزراء المملكة المتحدة ونستون تشرشل قلقًا حيال التهديد الجدي لأوروبا الغربية المتشكل بسبب تمركز عدد هائل من قوات الجيش الأحمر في أوروبا الوسطى والشرقية في نهاية الحرب العالمية الثانية وعدم موثوقية الزعيم السوفيتي جوزيف ستالين. طورت القوات البريطانية العملية التي لا تخطر على بال في أبريل - مايو 1945، والتي يعتقد أنها أول سيناريو للحرب العالمية الثالثة. كان هدفها الأساسي «فرض هيمنة الولايات المتحدة والإمبراطورية البريطانية على روسيا». رفضت لجنة رؤساء الأركان البريطانية الخطة معتبرةً أنها غير مجدية عسكريًا.

### عملية إسقاط الرصاص
كانت عملية إسقاط الرصاص خطة طوارئ حضرتها الولايات المتحدة في خمسينيات القرن الماضي استعدادًا لحرب نووية وتقليدية محتملة مع الاتحاد السوفيتي في مناطق أوروبا الغربية وآسيا. على الرغم من وجود الأسلحة النووية في السيناريو لكن لم يكن من المتوقع أن تلعب دورًا حاسمًا.
كانت ترسانات الأسلحة النووية في الولايات المتحدة في ذلك الوقت محدودة الحجم، ومتمركزة في معظمها في الولايات المتحدة وتعتمد على قاذفة قنابل إستراتيجية للإطلاق. تضمنت عملية إسقاط الرصاص تفاصيل بعثة كانت تنطوي على استخدام 300 قنبلة نووية و 29000 قنبلة شديدة الانفجار على 200 هدف في 100 مدينة وبلدة للقضاء على 85٪ من الطاقات الصناعية للاتحاد السوفيتي بضربة واحدة. خُصص ما بين 75 و 100 سلاح نووي من أصل 300 لتدمير الطائرات المقاتلة السوفيتية على الأرض.
أعد السيناريو قبل تطوير الصواريخ الباليستية العابرة للقارات وقبل أن يغير الرئيس الأمريكي جون كينيدي ووزير دفاعه روبرت ماكنمارا خطة الحرب النووية الأمريكية من خطة الضربة المضادة «قتل المدينة» إلى خطة «القوة المضادة» (التي تستهدف القوات العسكرية بشكل أكبر). لم تكن الأسلحة النووية في ذلك الوقت دقيقة بما يكفي لضرب قاعدة بحرية دون تدمير المدينة المجاورة لها، لذا كان الهدف من استخدامها تدمير الطاقة الصناعية للعدو في محاولة لشل اقتصادهم الحربي.

### سبعة أيام إلى نهر الراين
كانت سبعة أيام إلى نهر الراين تدريبات محاكاة عسكرية فائقة السرية طُورت في عام 1979 من قبل حلف وارسو. بدأ الأمر بالافتراض أن حلف شمال الأطلسي سيشن هجومًا نوويًا على وادي نهر فيستولا في سيناريو الضربة الأولى، والذي سينتج عنه ما يصل إلى مليوني ضحية من المدنيين البولنديين. بالرد على ذلك، سيُشن هجوم سوفيتي مضاد على ألمانيا الغربية وبلجيكا وهولندا والدنمارك، مع غزو قوات حلف وارسو لألمانيا الغربية وتوقفها عند نهر الراين بحلول اليوم السابع. توقفت خطط الاتحاد السوفياتي الأخرى فقط عند الوصول إلى الحدود الفرنسية في اليوم التاسع. خُصص لدول حلف وارسو الفردية الأجزاء الفرعية الخاصة بهم من الصورة الاستراتيجية، كان من المتوقع في هذه الحالة أن تصل القوات البولندية إلى ألمانيا فقط. توخى أن خطة سبعة أيام إلى نهر الراين ستلحق دمارًا هائلًا بألمانيا وبولندا بسبب التبادلات النووية وأن عدد ضخمًا من القوات سيُقتل بسبب الأمراض المحدثة بالإشعاع. أشارت التقديرات إلى أن حلف شمال الأطلسي سيطلق قنابل نووية خلف الخطوط السوفيتية المتقدمة لقطع خطوط إمدادها وبالتالي إعاقة تقدمها. في حين افترضت هذه الخطة استخدام حلف شمال الأطلسي الأسلحة النووية لصد أي غزو من قبل حلف وارسو، لكنها لم تشتمل على هجمات نووية على فرنسا أو المملكة المتحدة. تكهنت الصحف عندما رُفعت السرية عن هذه الخطة أنها لم تشتمل على هجمات نووية على فرنسا أو المملكة المتحدة في محاولة لحملهما على الامتناع عن استخدام أسلحتهما النووية.

## كتب وأفلام عنها
نتيجة للحرب النووي الذي صاحب التجارب النووية الأولى منذ بداية عقد أربعينيات القرن العشرين، وإلقاء قنبلتين نوويتين على هيروشيما وناكازاكي المدينتين اليابانيتين اللتينن القيتا بعد نهاية الحرب العالمية الثانية (1945)، ظهرت العديد من الروايات والأفلام التي تتحدث وتصور هذه الحرب النووية وكيفية إفنائها للبشرية. هذا ونشرت وطبعت عدد من الكتب وروايات الخيال العلمي منذ بدايات القرن العشرين.

### كتب
- الحرب العالميّة الثالثة (الخوف الكبير)، تأليف: الجنرال فيكتور فرنر، ترجمة: د. هيثم كيلاني، المؤسسة العربية للدراسات والنشر، 1988
- The World Set Free, H. G. Wells, 1914
- Solution Unsatisfactory, Robert A. Heinlein, 1940

### أفلام
- The Day the Earth Stood Still, 1951
- Blast from the Past, 1999
- The Sum of All Fears, 2002
- عدنان ولينا مسلسل رسوم متحركة من إنتاج ياباني